# TransUnion LLC contra Ramírez
El caso TransUnion LLC contra Ramírez, 594 US ___ (2021), representa una instancia en la Corte Suprema de los Estados Unidos que aborda la legitimación activa según el Artículo III de la Constitución en el contexto de demandas colectivas contra acusados privados. En una decisión dividida de 5 a 4, el Tribunal determinó que solo aquellos capaces de demostrar un daño concreto tienen la legitimación activa para buscar compensación por daños y perjuicios contra demandados privados.

## Historial
En 2012, Ramírez presentó una demanda contra TransUnion en el Tribunal de Distrito de los Estados Unidos para el Distrito Norte de California la lista de la OFAC violaban la Ley de Informes Crediticios Justos. Esta ley fue establecida para permitir que las víctimas de informes crediticios falsos busquen remedios. Ramírez logró obtener el estatus de demanda colectiva para su caso, junto con otras 8,184 personas que también fueron comparadas con la lista de la OFAC debido a que compartían un nombre y habían sido notificadas por TransUnion. En 2016, un juicio con jurado concedió a la clase una indemnización de US$60 millones, aunque en una apelación ante el Noveno Circuito en 2020, los daños se redujeron a US$40 millones [cita necesaria]. Tanto durante el juicio con jurado como en la apelación, TransUnion impugnó la validez de la demanda colectiva en virtud de la Ley de Informes Crediticios Justos, argumentando que los miembros del grupo no habían demostrado un daño tangible y, por lo tanto, carecían de la legitimación del Artículo III para presentar una demanda. No obstante, los tribunales rechazaron la objeción de TransUnion.

## Corte Suprema
TransUnion presentó una solicitud ante la Corte Suprema referente a la cuestión de la posición de la clase. El Tribunal aceptó revisar el caso en diciembre de 2020, y las argumentaciones orales se llevaron a cabo el 20 de marzo de 2021.
La decisión de la Corte Suprema fue emitida el 25 de junio de 2021. En una votación de 5 a 4, el Tribunal anuló la decisión del Noveno Circuito y remitió el caso para una revisión adicional. La opinión mayoritaria, redactada por el juez Brett Kavanaugh y respaldada por el presidente del Tribunal Supremo, John Roberts, así como los jueces Samuel Alito, Neil Gorsuch y Amy Coney Barrett Barrett, concluyó que solo 1,853 de los miembros del grupo (aquellos cuyos informes crediticios se compartieron con empresas de terceros) habían demostrado algún tipo de daño, ya sea físico, monetario o varios daños intangibles, incluido el perjuicio a la reputación, para tener legitimación bajo el Artículo III de la Ley de Informes Crediticios Justos. Kavanaugh expresó: "Solo aquellos demandantes que hayan sufrido concretamente debido a la violación legal de un acusado tienen el derecho de demandar a ese acusado privado por dicha violación en un tribunal federal". Además, el tribunal determinó que solo Ramírez tenía derecho a presentar una demanda por daños y perjuicios en relación con otras dos demandas, ambas relacionadas con acusaciones de que los correos de TransUnion estaban formateados incorrectamente, ya que ninguno de los otros demandantes demostró haber abierto siquiera dichos correos.
La disidencia redactada por el juez Clarence Thomas  contó con el respaldo de los jueces Stephen Breyer, Sonia Sotomayor y Elena Kagan. Thomas expresó que los tribunales habían respaldado durante mucho tiempo las reclamaciones por violaciones de "derechos privados", las cuales habrían permitido la continuación de la demanda colectiva. No obstante, señaló que, a pesar de la opinión del Congreso de que tales transgresiones merecen reparación, la mayoría decide que las acciones de TransUnion son tan insignificantes que la Constitución impide a los consumidores hacer valer sus derechos en un tribunal federal.
Por su parte, la juez Kagan también redactó una disidencia a la que se sumaron Breyer y Sotomayor. Kagan estuvo de acuerdo con la conclusión de Thomas y en que la opinión mayoritaria "transforma la ley vigente de una doctrina de modestia judicial a una herramienta de engrandecimiento judicial". Sin embargo, Kagan sostuvo que la Corte Suprema ya había establecido previamente en el caso Spokeo, Inc. contra Robins que era necesario demostrar un daño específico para tener legitimación activa. Aunque, en la práctica, señaló que la situación aún se resolvería de la misma manera que Thomas describió.